# Блу-Спрінгс (Міссісіпі)
Блу-Спрінгс (англ. Blue Springs) — селище (англ. village) в США, в окрузі Юніон штату Міссісіпі. Населення — 436 осіб (2020).

## Географія
Блу-Спрінгс розташований за координатами 34°24′5″ пн. ш. 88°52′19″ зх. д. / 34.40139° пн. ш. 88.87194° зх. д. (34.401353, -88.872068).  За даними Бюро перепису населення США в 2010 році селище мало площу 2,63 км², уся площа — суходіл.

## Демографія
Згідно з переписом 2010 року, у селищі мешкало 228 осіб у 88 домогосподарствах у складі 58 родин. Густота населення становила 87 осіб/км².  Було 96 помешкань (36/км²).
Расовий склад населення:
| - 95,2 % — білих - 1,8 % — корінних американців - 1,8 % — чорних або афроамериканців - 0,4 % — азіатів |

До двох чи більше рас належало 0,0 %. Частка іспаномовних становила 2,6 % від усіх жителів.
За віковим діапазоном населення розподілялося таким чином: 23,2 % — особи молодші 18 років, 62,8 % — особи у віці 18—64 років, 14,0 % — особи у віці 65 років та старші. Медіана віку мешканця становила 36,3 року. На 100 осіб жіночої статі у селищі припадало 90,0 чоловіків;  на 100 жінок у віці від 18 років та старших — 84,2 чоловіків також старших 18 років.
Середній дохід на одне домашнє господарство  становив 51 659 доларів США (медіана — 32 500), а середній дохід на одну сім'ю — 51 459 доларів (медіана — 29 844). За межею бідності перебувало 23,7 % осіб, у тому числі 28,8 % дітей у віці до 18 років та 9,1 % осіб у віці 65 років та старших.
Цивільне працевлаштоване населення становило 98 осіб. Основні галузі зайнятості: освіта, охорона здоров'я та соціальна допомога — 21,4 %, роздрібна торгівля — 16,3 %, виробництво — 15,3 %.